# Al-Munafiqun

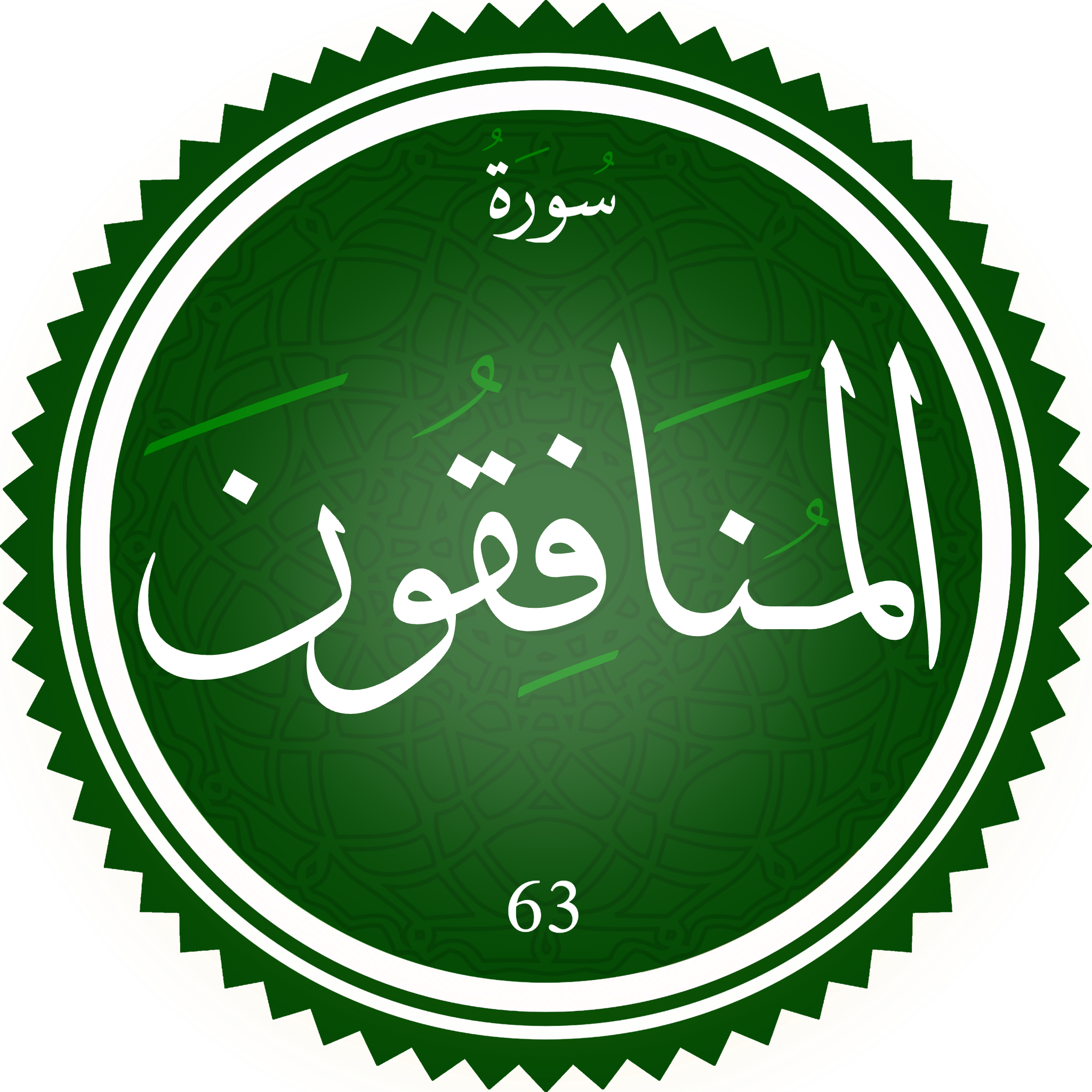
Sura al-Munafiqun.

al-Munāfiqūn (arabiska: سورة المنافقون) ("Hycklarna") är den sextiotredje suran i Koranen med 11 verser (ayah). "Hycklarna" syftar här på de som uttalar den islamiska shahadah (trosbekännelsen) men inte är uppriktiga. Vers 3 definierar dem som de som "utåt bekänner tron men förnekar den [i hjärtat]" . Jihad al-Munafiqoon kallas den andliga striden mot dessa hycklande personer, eller, i vissa tolkningar, hycklande ingivelser hos den enskilde troende.
Före och efter att profeten Muhammed tågade in i Mekka och muslimerna segrade fanns det de som ansågs vara hycklare, vilka Koranen berättar om. De troddes ha ett mål redan från början, att spela en roll i det muslimska samfundet och att styra över folket för att nå status och rikedom. Vers 4 säger: "När du ser dem kan du få ett gott intryck av deras yttre och du lyssnar på dem när de talar. [I själva verket är de lika andefattiga] som uppstöttade trästockar, och [i sin rädsla och osäkerhet] tror de att varje rop [från mängden] är ett hot mot dem. De är dina fiender, [Muhammed]; - var därför på din vakt mot dem. Guds förbannelse över dem! Hur förvirrade är inte deras begrepp!"